# 扎法魯拉·汗·賈邁利
扎法魯拉·汗·賈邁利（羅馬化：Zafarullah Khan Jamali，1944年1月1日—2020年12月2日），男，巴基斯坦政治家，第22任巴基斯坦總理。

## 生平
贾迈利于1963年畢業於拉合爾的艾奇森學院。1965年在旁遮普大学获得历史学硕士学位。1997年被胜选俾路支省的省议会议员，开始政治生涯。2002年11月23日，贾迈利獲委任為總理。2004年6月被撤職。

## 社会兼职
兼任巴基斯坦曲棍球聯盟主席。